# Фэй Джон Чингхань
Джон Чингхань Фэй (англ. John Ching-Han Fei; кит. 費景漢; 11 марта 1923, Пекин, Китай — 19 июля 1996, Тайбэй, Тайвань) — китайский экономист, эмерит профессор экономики Йельского университета, соавтор модели Фея-Раниса.

## Биография
Джон Фэй родился 11 марта 1923 года в Пекине. Джон, jкончив среднюю школу Юинь, поступил в Яньцзинский университет в 1940 году.
Джон Фэй в 1945 году получил степень бакалавра наук по экономике с отличием в Яньцзинском университете. В 1947 году семья Джона эмигрировала в США, где в 1948 году получил степень магистра искусств по экономике в Вашингтонском университете. В 1952 году был удостоен степени доктора философии по экономике в Массачусетском технологическом институте.
Свою преподавательскую деятельность Джон начал в качестве лектора в Массачусетском технологическом институте в 1948—1952 годах, затем продолжил научным сотрудником в Гарвардском университете в 1952—1955 годах. Затем преподавал в колледже Антиок в 1955—1962 годах. Был приглашённым профессором Вашингтонского университета в 1958 году и в Пакистанском институте экономического развития в 1960 году. Затем перешёл ассоциированным профессором в Йельский университет в 1962—1965 годах, профессором кафедры Карла Маркса Корнеллского университета в 1965—1969 годах. Вернувшись в Йельский университет, преподавал полным профессором экономики в 1969—1993 годах. В 1993 году ушёл в отставку, став эмерит профессором по экономике Йельского университета.
Джон Фэй был консультантом Агентства США по международному развитию и Национальной ассоциации планирования, членом Академии Синика с 1972 года. Был приглашённым профессором Университета Сучжоу в 1975—1977 годах и в 1991 году, Национального университета Тайваня в 1980—1982 годах и в 1991 году, приглашённым профессором Джорджтаунского университета в 1984 году. Был директором Института экономики Тайваня.
После отставки в Йельском университете Джон вернулся на Тайвань, где был председателем Китайского института экономических исследований в 1993—1996 годах.
Джон Фэй скоропостижно скончался 19 июля 1996 года от легочно-сердечной недостаточности в госпитале Национального университета Тайваня после перенесённой простуды.
Семья
Джон Фэй женился первый раз в 1947 году на коллеге, у них родились трое сыновей Джек, Альберт и Кельвин. После развода в 1980 году женился второй раз в 1982 году на Алисе Л. Х..

## Награды
За свои достижения был неоднократно отмечен:
— 1945 — премия Лейтона Стюарта от Яньцзинского университета.